# بخش فرانکلین، شهرستان براون، اوهایو
بخش فرانکلین (به انگلیسی: Franklin Township) یک منطقهٔ مسکونی در ایالات متحده آمریکا است که در شهرستان براون، اوهایو واقع شده‌است.
 بخش فرانکلین ۷۰٫۶ کیلومتر مربع مساحت و ۱٬۶۵۴ نفر جمعیت دارد و ۲۹۸ متر بالاتر از سطح دریا واقع شده‌است.